# Josep Ferrer Peris
Josep Ferrer Peris (Barcelona, 20 de mayo de 1934-Ibidem., 31 de diciembre de 2020) fue un tenista y dirigente deportivo español.

## Biografía
Formado en el Club Tenis Barcino, fue campeón de Cataluña infantil (1946, 1947, 1948) y junior (1950). Al comienzos de los años sesenta fue campeón de España por equipos con el Barcino. A mediados de los años sesenta se inició como directivo en Club Tenis Barcino. En 1965 entró a la Federación Catalana de Tenis como miembro de su Comité Juvenil, convirtiéndose en vicepresidente (1975) y presidente (1981-2008). Durante su mandato, la Federación Catalana de Tenis profesionalizó todas sus estructuras e impulsó la creación de las instalaciones federativas de El Valle de Hebrón, escenario de la competición tenística de los Juegos Olímpicos de Barcelona 1992, Hospitalet de Llobregat, San Juan Despí y Cornellá de Llobregat. También puso en marcha campañas para poner el tenis al alcance de todos, fomentar el tenis en silla de ruedas y paralímpico, e introducir el tenis en las cárceles.
Bajo su mandato creció la generación de oro del tenis español con Sergi Bruguera, Arantxa Sánchez Vicario, Conchita Martínez, Àlex Corretja, Albert Costa, Tommy Robredo, entre otros, que conquistaron los más altos éxitos del tenis mundial, desde Wimblendon a Roland Garrós. La formación de todos ellos fue ejemplo a seguir por otras federaciones internacionales de tenis, como la alemana, que vino a España para analizar la razón de todas aquellas victorias.
Contribuyó decisivamente para que la final de la Copa Davis (2020), en la que España conquistó la primera de sus ensaladeras de plata, se disputará en el Palau Sant Jordi.
Cuando dejó la presidencia de la Federación Catalana de Tenis (marzo de 2008) todavía era miembro del Comité Juvenil de la Federación Internacional, cargo en el que se había estrenado en 1998, y miembro del Comité de Desarrollo de la Federación Europea, que ocupaba desde 1996.
Falleció en la misma ciudad que le vio nacer, a los 86 años víctima del coronavirus, acelerado por la diabetes que sufría desde hacía años.

### Premios
En 1999 recibió el premio al mejor dirigente de federación por parte de la Asociación Catalana de Dirigentes Deportivos.